# Rolandoniscus serratus
Rolandoniscus serratus es una especie de crustáceo isópodo marino de la familia Cabiropidae.

## Distribución geográfica
Es endémica de las islas Canarias (España).